# Ayotlán
Ayotlán é um município do estado de Jalisco, no México.
Em 2005, o município possuía um total de 35.150 habitantes.